# (14282) Cruijff
(14282) Cruijff ist ein Asteroid des Hauptgürtels, der am 24. September 1960 von dem niederländischen Astronomenehepaar Cornelis Johannes van Houten und Ingrid van Houten-Groeneveld entdeckt wurde. Die Entdeckung geschah im Rahmen des Palomar-Leiden-Surveys, bei dem von Tom Gehrels mit dem 120-cm-Oschin-Schmidt-Teleskop des Palomar-Observatoriums aufgenommene Feldplatten an der Universität Leiden durchmustert wurden.
Der Asteroid wurde am 23. September 2010 nach dem niederländischen Fußballprofi Johan Cruyff (1947–2016) benannt, der nach seinen Erfolgen als Spieler im Verein und der Nationalmannschaft auch als Trainer erfolgreich war.